# 마티외 리카르

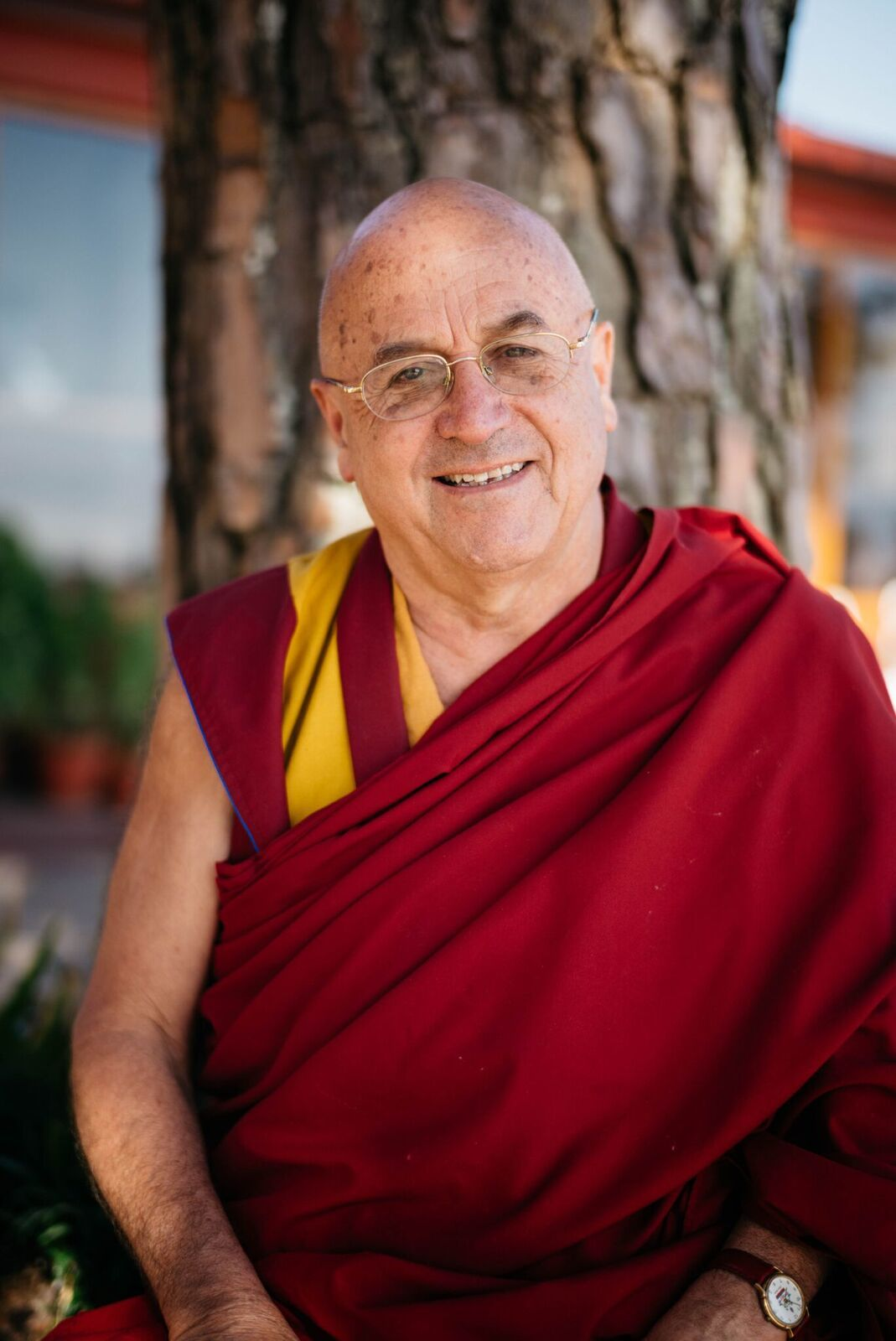
Portrait de Matthieu Ricard

마티외 리카르(프랑스어: Matthieu Ricard, 네팔어: माथ्यु रिका, 1946년 2월 15일 ~ )는 네팔의 Shechen Tennyi Dargyeling Monastery에 거주하는 프랑스 출신의 티베트불교 승려, 작가, 사진가다.
그는 저명한 교수였던 아버지의 영향으로 어려서부터 프랑스 지식인 그룹의 사상적 영향 안에서 성장하였다. 1972년 파스퇴르 연구소에서 분자 유전학 박사 학위를 받았다. 동일 년도에 그는 과학자로서의 경력을 포기하고, 티베트불교 승려가 되었으며 현재까지 주로 히말라야산맥에 거주하고 있다.
리카르는 Mind and Life Institute의 이사이다. 그는 2000년 Rabjam Rinpoche와 공동 설립 한 비영리 단체 Karuna-Shechen를 통한 동양에서의 인도주의 활동을 인정 받아 프랑스 국가 훈장을 받았다. 1989년부터 제14대 달라이 라마의 프랑스어 통역사로도 활동했다.

## 생애
그는 저명한 철학자인 장프랑수아 르벨과 추상 화가이자 티베트 불교도인 얀 르투믈랭(Yahne Le Toumelin)의 자녀로 프랑스 엑스레뱅에서 태어났다. 부모의 영향으로 어려서부터 프랑스 지식인 그룹의 사상적 영향 안에서 성장하였다.
1972년 파스퇴르 연구소에서 노벨상 수상자 프랑수아 자코브의 지도 아래 분자 유전학 박사 학위를 받았다. 박사 학위 논문을 마친 후, 리카르는 자신의 과학자 경력을 포기하고 티베트 불교의 수행에 집중하기로 결정했다.
리카르는 인도로 가서 히말라야산맥에서 Kangyur Rinpoche와 다른 고승들과 함께 수행하였다. 1991년 Dilgo Khyentse Rinpoche가 사망할 때까지 그의 가까운 친구이자 학생이였다. 그 후 리카르는 Khyentse Rinpoche의 이상을 실천하기 위해 힘쓰고 있다.
그는 유수의 대중 매체에 의해 "세계에서 가장 행복한 사람"으로 보도되었다. 위스콘신 대학교 매디슨에서 행복에 대해 신경영상을 활용하여 12년간 수행한 조사에서 수백 명의 자원 봉사자 평균보다 훨씬 높은 점수를 받았다. 리카르가 세계에서 가장 행복한 남자라는 결론에 도달하기 위해 신경 과학자인 리처드 데이비드슨은 리카르가 연민 명상을 수행할 때 256개의 뇌파 감지 센서를 그의 뇌에 부착하였다. 데이비드슨은 리카르의 뇌가 의식, 주의력, 학습 및 기억과 관련이있는 감마파를 전례가 없는 최고 수준으로 발산한다는 것을 발견했다. 연구 결과 리카르의 두뇌의 좌전두엽 피질이 우측과 비교하여 크게 활성화되어 비정상적으로 큰 행복감을 생성하고, 부정적인 감정은 감소시킨 것으로 드러났다.